# Alliance Films
Alliance Films (anteriormente Alliance Atlantis Releasing LTD o CIC Canadá), también conocida como Alliance Viva Film en Quebec, fue una compañía cinematográfica canadiense, de las más importantes distribuidoras y productoras del país. También opera en el Reino Unido y España.
Alliance Films fue creada en 2007 debido a la quiebra de su precedente, Alliance-Atlantis, que fue vendida en diferentes partes a CanWest global, GS Capital Partners y a otras compañías más pequeñas. En la actualidad Société générale de Financement du Québec (una agencia de la inversión del gobierno de la región de Quebec) posee el 51% de los derechos al voto de la compañía y 38.5% de la empresa. El capital del GS posee el resto de la compañía.
Alliance Films tiene su sede en la ciudad de Montreal, sita en Quebec, Canadá en la calle Saint-Antoine Street West, N.º 455 en el distrito Quartier International.

## Distribución
Distribuidora de los productos de las siguientes compañías':
- Universal Pictures/Focus Features
- Rogue Pictures
- Dimension Films
- Fox Atomic/Fox Faith
- Yari Film Group
- New Line Cinema
- HBO Films
- Walt Disney Pictures
- Overture Films
- Metro-Goldwyn-Mayer/United Artists
- Screen Gems/Triumph Films/TriStar Pictures
- Freestyle Releasing
- Grosvenor Park
- CBS Films
- Apparition

NOTA: Los lanzamientos en vídeo de las compañías son distribuidos a través de Universal Studios Home Entertainment y con anterioridad lo eran por CIC Video. En España Columbia TriStar Home Entertainment(de 1995 a 2004) y algunas veces Buena Vista Home Entertainment y 20th Century Fox Home Entertainment (de 1997 a 1999) los editaron antes de 2004 cuando se fue con Paramount Home Entertainment y en 2011 regresó con Sony Pictures Home Entertainment y en 2013 fue adquirido por 20th Century Fox Home Entertainment. En septiembre de 2019 por la compra de Fox por Disney, se fue con Universal Pictures Home Entertainment para distribuir su catálogo y próximos estrenos en DVD, Disco Blu-ray, 4K UHD y VOD.

## Divisiones
La división de la compañía que opera en la zona francófona de Canadá se denomina Alliance Vivafilm, Momentum Pictures en el Reino Unido, Aurum producciones en España, Columbia TriStar Films de España distribuyó a Aurum de 1994 a 2004.

## Cines y teatros
En sociedad con Cineplex, funciona la división de Cine, denominada Alliance Cinemas, dueño de dos salas de cine/teatro en el área de Toronto.

## Producción
Recientemente, Alliance Films ha comenzado, otra vez, a producir películas. Además de coproducir películas como el Rocket con Cinémaginaire (así como otras películas) y National Lampoon's Senior Trip coproducida con New Line Cinema, eran responsables de coproducir 2008 teen slasher Prom Night con Screen Gems y Original Film. También produjeron y distribuyeron el drama Passchendaele, y coprodujeron Stone Of Destiny del con Infinity Features Entertainment y la Mob Film Company.

## Lista de películas distribuidas por Alliance Films
(Momentum Pictures, E one, Les Seville & Alliance Vivafilm)

## 1990
- 1990.- Chicago Joe and the Showgirl Producida por New Line Cinema (Primer lanzamiento de Alliance ), DuckTales the Movie: Treasure of the Lost Lamp Producida por Walt Disney.
- 1993.- The Thief and the Cobbler Producida por Miramax Family Films, Super Mario Bros. Producida por Nintendo and Hollywood Pictures.
- 1995.- Pocahontas Producida por Walt Disney , Napolean (Producida por Adelaide Motion Picture Company.
- 1996.- El jorobado de Notre Dame.
- 1997.- Hércules Producida por Walt Disney, George of the Jungle.
- 1998.- Mulan Producida por Walt Disney.
- 1999.-Tarzán Producida por Walt Disney, Sonic the Hedgehog: The Movie Producida por ADV Films y Sega.

## 2000
- El Grinch (2000) Producida por Universal Pictures
- Las aventuras de Rocky y Bullwinkle (2000)
- Destino final Producida por New Line Cinema (2000)
- Spy Kids Producida por Dimension Films (2000)
- Rush Hour 2 producida por New Line Cinema (2000)
- El Señor de los Anillos: la Comunidad del Anillo(2001) producida por New Line Cinema.
- John Q (2001) Producida porNew Line Cinema.
- Rabbit-Proof Fence (2002) Producida por Miramax Films.
- Pokémon 4Ever: Celebi - Voice of the Forest(2002) Producida por Nintendo y Miramax Films.
- El viaje de Chihiro (2002) Producida por Walt Disney Pictures.
- El Señor de los Anillos: las dos torres(2002) Producida por New Line Cinema
- Destino final 2 (2003) Producida por New Line Cinema.
- Freddy vs. Jason (2003) Producida por New Line Cinema.
- Pokémon Heroes: Latios and Latias (2003) Producida por Miramax Films.
- Elf (2003) Producida por New Line Cinema.
- El Señor de los Anillos: el retorno del Rey (2003) Producida por New Line Cinema.
- Bad Santa (2003) Producida por Dimension Films and Columbia Pictures.
- Ella Enchanted (2003)
- Pokémon: Jirachi y los Deseos (2004) (direct-to-video) Producida por Miramax Films.
- Seed of Chucky (2004) Producida por Rogue Pictures.
- Pokémon: El Destino de Deoxys (2004) (direct-to-video) Producida por Miramax Films.
- The Thief and the Cobbler (distribuida 2006, hecha en1993).
- Wedding Crashers (2004) Producida por New Line Cinema.
- Las aventuras de Sharkboy y Lavagirl (2004) Producida por Dimension Films.
- Brokeback Mountain (2005) Producida por Focus Features y Paramount Pictures.
- Valistic Producida por Walt Disney Pictures.
- Supercross (2005) Producida por 20th Century Fox
- Jurassic Invasion (2005)
- Pokémon: Lucario y el misterio de Mew (2006) Coproducida con Nintendo and Lionsgate.
- Between Living and Dreaming
- Destino final 3 (2006) Producida por New Line Cinema.
- Arthur y los Minimoys (2006) Producida por Europa Corp.
- Snakes on a Plane Producida por New Line Cinema.
- Halloween Producida por Metro-Goldwyn-Mayer and Dimension Films.
- Hairspray Producida por New Line Cinema.
- Thr3e Producida por Fox Faith.
- Eagle V.S. Shark
- Breaking and Entering (2006) Producida por Metro-Goldwyn-Mayer y The Weinstein Company.
- Rogue (2006) Producida por Dimension Films and Village Roadshow Pictures.
- Fracture (2007) Producida por New Line Cinema and Castle Rock Entertainment.
- Planet Terror (2007) Producida por Dimension Films.
- Harold and Kumar Escape from Guantanamo Bay (2007)Producida por New Line Cinema and Mandate Pictures.
- Mr. Brooks (2006) Producida por Metro-Goldwyn-Mayer.
- 28 Weeks Later(2006) Producida por Fox Atomic.
- Hot Fuzz(2006) Producida por Rogue Pictures.
- La brújula dorada (2007) Producida por New Line Cinema.
- All Hat
- Amazing Grace(2006) Producido por Samuel Goldwyn Films.
- Balls of Fury(2006) Producida por Rogue Pictures.
- Becoming Jane(2006) Producida por Miramax Films.
- Clerks 2(2006) Producida por Metro-Goldwyn-Mayer and The Weinstein Company.
- The Comebacks(2006) Producida por Fox Atomic.
- Days of Darkness(2006) Producida por Alliance.
- Death at a Funeral Producida porMetro-Goldwyn-Mayer.
- Death Proof Producida por Dimension Films y The Weinstein Company.
- Deep Water Producida por IFC Films.
- District 13(2002) Producida por Digital Factory y Europa Corp.
- Rush Hour 3(2007) Producida por New Line Cinema.
- Doomsday(2007) Producida por Universal Pictures.
- City of Men(2007) by Miramax Films.
- Be Kind Rewind(2007) Producida por New Line Cinema y Focus Features.
- Atonement(2007) Producida por Focus Features.
- Awake(2007) Producida por Metro-Goldwyn-Mayer and The Weinstein Company.
- Amusement (2008) Producida por New Line Cinema and Picturehouse.
- Appaloosa (2008) Producida por New Line Cinema.
- Blindness (2008) Producía por Miramax Films.
- Bottle Shock (2008)
- Boy A(2008) Producida por The Weinstein Company.
- Burn After Reading (2008) Producida por Focus Features.
- Traidor (2008) Producida por Overture Films.
- Righteous Kill(2008) Producida por Overture Films.
- Fly Me to the Moon.
- The Woman(2008)
- Igor(2008) Producida por Metro-Goldwyn-Mayer.
- Bolt(2008) Producida por Walt Disney Pictures.
- Viaje al centro de la Tierra Producidapor New Line Cinema and Walden Media.
- The Promotion Producidapor Dimension Films.
- Sex and the City Producida por New Line Cinema and HBO.
- Kit Kittredge: An American Girl(2008) Producida por New Line Cinema and Picturehouse.
- Mongol(2007) Producida por Picturehouse.
- The Longshots(2008) Producida por Metro-Goldwyn-Mayer and Dimension Films.
- Hamlet 2(2008) Producida por Focus Features.
- Chronicle of an Escape Producida por 20th Century Fox and The Weinstein Company.
- Closing the Ring(2007)
- Eastern Promises(2007) Producida por Focus Features.
- Mama, I Want to Sing! (2009)
- Hell Ride(2008) Producida por Dimension Films.
- Nightwatching(2008)
- Passchendaele(2008)
- Prom Night(2008) Coproducida con Screen Gems and Original Film.
- The Accidental Husband(2008) Producida por Yari Film Group.
- Los extraños (2008) Producida por Rogue Pictures.
- The Visitor(2008) Producida por Overture Films.
- Zack & Miri Make a Porno (2008) Producida por The Weinstein Company.
- Nothing Like the Holidays(2008)
- Battle in Seattle(2007) Producida por Redwood Palms Pictures.
- Trainspotting (1995) Producida por Miramax Films.
- The Missing Lynx(2008)
- Escape from New York(1981) Producida por AVCO Embassy.
- Lesbian Vampire Killers (2008)
- District 9 (2009)
- Coraline (2009)
- Devil May Cry
- Trailer Park Boys: Countdown to Liquor Day